# Sonda lambda

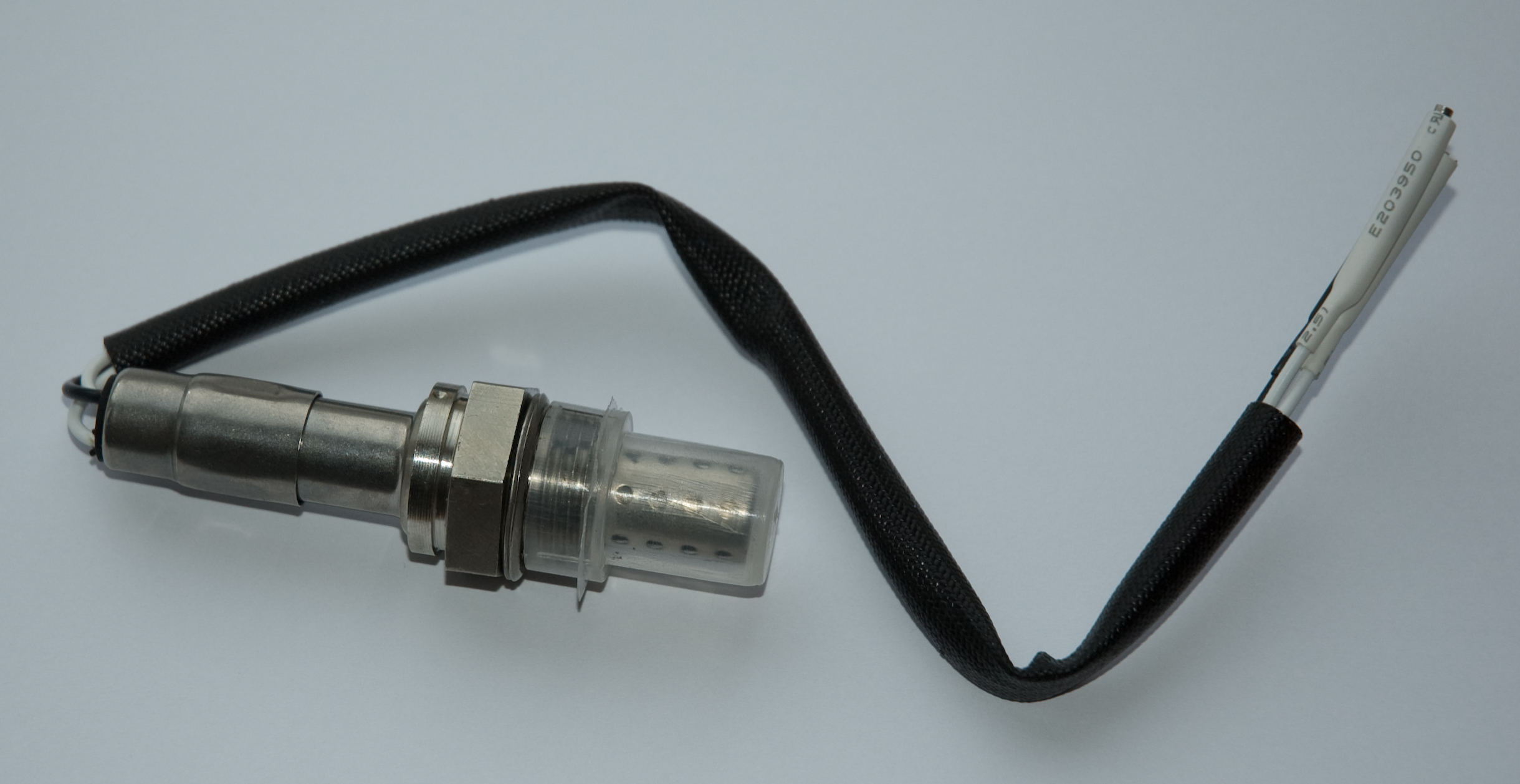
Sonda lambda (per Volvo 240).

La sonda lambda (Sonda-λ), és un cas particular de sensor d'oxigen, és un sensor que se situa en el tub d'escapament dels vehicles amb motor de combustió interna abans del catalitzador i que mesura la quantitat d'oxigen contingut en els gasos d'escapament.

## Gasos de la fuita
Els gasos d'escapament d'un motor de cicle Otto estan formats en un 80% per Nitrogen, que no participa pràcticament en la reacció química de combustió, un 14-16% de diòxid de carboni o CO₂, i la resta aigua (vapor) a més d'una petita proporció de contaminants, sent els principals els hidrocarburs (HC) i el monòxid de carboni (CO). L'oxigen residual és d'un 0,3% aproximadament. La seva proporció varia força en funció del factor lambda.

## Constitució
La sonda en si està constituïda per una part ceràmica i uns elèctrodes de platí. Els gasos d'escapament estan en contacte amb la sonda i aquesta presa informació de la proporció d'oxigen residual després de la combustió.

Funcionament en cicle tancat: 1 mesurador de cabal d'aire, 2 i 3 catalitzador, 4 brocs, 5 sonda lambda davantera; 6 sonda lambda posterior; 7 arribada de gasolina; 8 entrada d'aire des del filtre; 9 escapament

## Funcionament: el cicle tancat
Aquesta informació es transmet a la central de la injecció electrònica i així aquesta central pot regular la quantitat de combustible que injecta en el cilindre per a mantenir la relació el més propera a 14,7, anomenada relació estequiomètrica.
El mesurament es basa en la quantitat d'oxigen restant en el gas evacuat pel tub d'escapament. La sonda lambda és un dels sensors de correcció principals en l'electrònica de control, conegut com a regulació de lambda per a la neteja catalítica del gas emès (popularment anomenat catalitzador regulat). El sensor es basa en dos principis diferents per als mesuraments: el voltatge d'un electròlit (sonda de Walther Nernst) i una variació de la resistència elèctrica d'una resistència de ceràmica (sonda de resistència).
El seu camp principal d'aplicació és el motor de combustió interna, de cicle Otto principalment d'injecció de combustible, però també s'usa per regular el gas emès per calderes de condensació i motors dièsel.
La primera versió de la sonda lambda va ser desenvolupada el 1976 per l'empresa alemanya Bosch i aplicada al Volvo 240.

## Funció de la sonda Nernst
Un costat del sensor de ceràmica està exposat al corrent de gas evacuat, mentre que l'altre es basa en una referència sobre el nivell d'oxigen. En la majoria d'ocasions es fa servir l'aire de l'entorn, per mitjà d'una obertura en la sonda o sobre una guia per l'aire. Amb això s'impedeix que el valor de referència es vegi influenciat per una possible contaminació de vapors d'aigua, oli o combustible. Si la sonda es contaminés es reduiria la quantitat d'oxigen en la referència, i per això es reduiria el voltatge de la sonda. En el cas d'una referència bombada, l'aire de l'entorn no és necessari, sinó que la referència d'oxigen es basa en un corrent d'ions a partir del gas evacuat.
En temperatures superiors a uns 300 °C la ceràmica de la sonda, composta de diòxid de zirconi i d'itri, es torna conductora d'ions negatius d'oxigen. La diferència de concentració dona lloc a una difusió d'ions del gas evacuat. Els àtoms d'oxigen poden moure's en la ceràmica com ions de càrrega negativa doble. Els electrons necessaris per a la ionització dels àtoms d'oxigen són subministrats pels elèctrodes, que són conductors electrònics. D'aquesta manera es pot prendre el voltatge de la sonda entre els elèctrodes de platí situats dins i fora. Aquesta informació es transmet per mitjà del cablejat a la centraleta electrònica del motor. El valor se situa per λ> 1 (barreja pobre, falta de combustible o excés d'aire) entre 0 i 150 mV, per λ <1 (barreja rica), excés de combustible o falta d'aire) entre 800 i 1000 mV. El voltatge mesurat que figura a equació de Nernst. En un rang molt estret al voltant de λ = 1, anomenada la finestra λ, la corba característica és extremadament escarpada. El voltatge s'altera a la finestra en relació amb la barreja combustible-aire d'una manera molt sobtada, de manera que aquestes oscil·lacions situen fan que la barreja sigui estequiomètrica o pràcticament estequiométrica.En aquesta zona els valors de CO i HC són relativament baixos, així com els de NOx, permetent així que el catalitzador treballi en les condicions més favorables.

## Funció de la sonda de resistència
La sonda de resistència no s'usa de manera tan freqüent.
El sensor està compost d'una ceràmica semiconductora de diòxid de titani. Els portadors de càrrega es creen gràcies a posicions sense oxigen que fan de donants. Quan l'oxigen s'aproxima, les posicions buides s'ocupen reduint així la quantitat de portadors lliures. Els ions d'oxigen no són els que proveeixen conductivitat, sinó que per contra l'oxigen redueix la quantitat de portadors buits. Quan la concentració d'oxigen és alta, el material del sensor adquireix una resistència alta.
La conductivitat elèctrica σ en el rang de treball es descriu per mitjà de l'equació d'Arrhenius amb una energia d'activació I  A :
{\displaystyle \Sigma =A\cdot e^{-{\frac {E_{A}}{k\cdot T}}}\cdot p(O)^{-1/4}}
El senyal es genera amb un divisor de tensió amb una resistència elèctrica invariable.

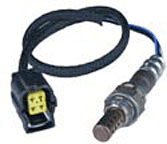
sonda lambda amb calefacció

## Utilització a motors
En els motors Otto, la sonda es cargola normalment en la fuita, abans del catalitzador. En vehicles amb alts requisits legals pel que fa a la neteja del gas evacuat i a l'autodiagnòstic s'utilitzen diverses sondes. En motors amb cilindres en V, una sonda per banc de cilindres, o fins i tot una per cilindre per a una regulació selectiva dels cilindres.
En motors Otto moderns amb turbo, la sonda es col·loca després del turbocompressor.

### Funcionament
Un factor lambda correcte és un paràmetre primordial per al control de la combustió i de la neteja dels gasos evacuats mitjançant el catalitzador de 3 vies. En el món de l'automòbil la sonda lambda copar primer el mercat americà a causa de les importants limitacions legals pel que fa a emissions, per cobrar més tard un paper important a Europa.
En el motor Otto clàssic s'usa una sonda d'oxigen calefactada HO2S (sonda Nernst) o bé sonda λ = 1 per a la mesura del factor lambda. El senyal de la sonda oscil·la permanentment entre un valor alt i un valor baix. Això es deriva del comportament del senyal de la sonda en el trànsit entre una barreja rica (λ < 1) i una barreja pobre (λ > 1). El senyal de la sonda lambda realitza durant els esmentats trànsits un salt característic del seu senyal de voltatge entre els valors 0,8-0,9 V quan la mescla és rica (λ < 1) i 0,1-0,2 V quan la mescla és pobre (λ > 1).

### Muntatge
Les primeres sondes lambda es van muntar com a sondes dit. El sensor en si té forma de gorreta amb el gas evacuat fora i l'aire de referència dins.
Cada vegada són més freqüents els sensors plans amb diverses capes en què la funció calefactora ja està integrada.
L'element de ceràmica està envoltat per un tub protector. La funció és que el sensor mantingui la temperatura desitjada i alhora evitar danys mecànics. Perquè el gas pugui penetrar en el tub, aquest disposa de petits forats.

### Regulació
La sonda lambda compara de forma permanent el contingut d'oxigen residual en el gas amb el contingut d'oxigen en l'aire i envia el resultat en forma de senyal elèctric analògic a una centraleta electrònica, la qual a partir d'aquesta informació juntament amb altres paràmetres enviarà un senyal de control per alterar la barreja, que en general en els motors Otto no és res més que adaptar la quantitat de material injectat (regulació lambda). En vehicles amb OBD s'ha de controlar la funció de regulació de la sonda lambda i de la sonda de monitoratge de la centraleta electrònica. Aquest control ocorre de forma esporàdica. La centraleta electrònica controla:
1. El rang de voltatge (max. 300 mV sonda de regulació)
2. L'amplitud
3. La freqüència de regulació
4. La interrupció de la bobina calefactora
5. Contacte amb massa

En cas de mal funcionament, la centraleta electrònica activarà la icona OBD (MIL).
Els motors dièsel i els denominats motors otto de mescla lleugera no operen, o de fer-ho, de forma excepcional, a la finestra λ. Especialment el motor dièsel és un concepte clàssic de mescla lleugera que sempre opera amb un excés d'aire (λ> 1). Els motors dièsel que acomiaden pel tub d'escapament una barreja excessivament fosca solen necessitar manteniment, té algun problema, o bé la barreja injectada s'ha manipulat per mitjà de "Xip-Tuning". Per a la regulació dels motors dièsel i dels motors Otto de mescla lleugera no pot usar-se una sonda de valor λ = 1, ja que no es pot avaluar el comportament dels senyals amb barreja lleugera o carregada.

### Sonda de banda ampla
Per aquest propòsit es va crear la sonda de banda ampla. El muntatge d'una sonda d'aquest tipus és més complex: està compost de capes amb calefactors integrats. El principi de mesura es basa en 3 parts:
- El canal de difusió (blau) entre la sortida del gas i el gas mesurat de la cèl·lula de Nernst,
- La cèl·lula de bombament (rosa) igualment entre la sortida del gas i el gas mesurat de la cèl·lula de Nernst,
- La cèl·lula de Nernst (verd) entre el gas mesurat i el gas de referència (aire).

El gas mesurat de la cèl·lula de Nernst es veu influenciat no només pel gas evacuat sinó també per un canal de difusió de flux bombat. El flux bombat es regula de manera que el flux d'oxigen generat pel corrent elèctric de la cèl·lula bombadora equilibra el flux d'oxigen del canal de difusió, d'aquesta manera el gas roman en λ = 1. El flux bombat bomba en cas d'una barreja carregada ions d'oxigen en el gas mesurat de la cèl·lula de Nerst i evacuació si la barreja és lleugera. Segons les característiques del flux podrà determinar-se el lambda del gas evacuat. La regulació del flux és tasca d'un xip electrònic a la centraleta electrònica del motor.
La sonda NOx s'utilitza en vehicles amb catalitzadors d'emmagatzematge de NOx.
El muntatge i modus operandi d'aquestes sondes és similar a la de les sondes lambda de banda ampla.

### Calefacció de la sonda
Ja que la temperatura d'un motor fred està molt per sota de 300 °C, la sonda (i per això el sistema de regulació) no funciona (o ho fa de forma limitada). Per això avui en dia totes les sondes porten incorporat un element calefactor perquè la sonda arribi a la temperatura adequada. Gràcies a això, garanteixen un funcionament correcte de la sonda fins i tot en la fase d'escalfament del motor. La temperatura òptima d'operació és, per a sondes λ = 1, d'entre 550 i 700 °C. Les variants de banda ampla operen a temperatures d'entre 100 i 200 °C més.

### Aspectes elèctrics
Per evitar interferències i funcions errònies del sensible element de control motivades per variacions del voltatge, ja no s'usa la massa comuna del vehicle per a la calefacció i el voltatge de la sonda, sinó un cable separat per massa i senyals connectat directament a la centraleta electrònica.

## Sonda de monitoratge
En els motors Otto d'última generació s'usa una segona sonda anomenada Sonda de monitoratge per a monitorar la funció del catalitzador, i situada darrere d'aquest. La centraleta electrònica del motor pot comparar els valors de la sonda previs al catalitzador amb els valors de la sonda de monitoratge. Si el catalitzador està en perfecte estat hi ha una reacció posterior de la sonda de monitoratge davant el senyal de la primera sonda. Si el catalitzador ja no està en perfecte estat pot perdre la seva capacitat d'emmagatzematge d'oxigen, de manera que es redueix la distància entre la sonda del catalitzador i la sonda de monitoratge. La centraleta electrònica comunicarà aquest problema en forma d'un senyal d'error que s'emmagatzema en la memòria, i una icona s'activarà en el panell d'instruments.
La sonda de monitoratge, a més de realitzar una tasca de diagnòstic del catalitzador, pot millorar l'exactitud de la primera regulació lambda i de la plausibilización de la primera sonda en el marc de l'autodiagnòstic.

## Aplicació en l'escalfament de la llar
Mitjançant l'ús de caldera de condensació a la sonda lambda situada a la xemeneia pot mesurar el contingut d'oxigen i d'aquesta manera regular la barreja, per evitar l'ús excessiu d'aire, que comportaria a un ús excessiu d'energia per part del sistema de calefacció.